# Brito (futbolista)
Hércules Brito Ruas, también conocido como Brito (Río de Janeiro, 9 de agosto de 1939), es un ex-jugador de fútbol brasileño. 

## Clubes
- 1955–1959 : Club de Regatas Vasco da Gama
- 1960–1960 : Sport Club Internacional
- 1960–1969 : Club de Regatas Vasco da Gama
- 1969–1970 : Clube de Regatas do Flamengo
- 1970–1970 : Cruzeiro Esporte Clube
- 1971–1974 : Botafogo de Futebol e Regatas
- 1974–1974 : Sport Club Corinthians Paulista
- 1974–1974 : Clube Atlético Paranaense
- 1975–1975 : Le Castor FC (Canadá)
- 1975–1975 : Deportivo Galicia (Venezuela)
- 1975–1978 : Democrata Governador Valadares (Minas Gerais, Brasil)
- 1979–1979 : River (Piauí, Brasil)

## Palmarés
- Campeón del mundo en 1970 con la Selección nacional de Brasil.
- Ganador de la Copa Roca de 1971 con la Selección de Brasil
- Ganador del Campeonato Carioca (campeonato estatal de Río de Janeiro) en 1956, 1963, 1964 y 1965, con el Club de Regatas Vasco da Gama.